# Estación Lealtad
Lealtad es una antigua detención ferroviaria ubicada en la comuna chilena  de Angol, en la Región de la Araucanía, que fue parte del Ramal Renaico-Traiguén. La estación originalmente se denominaba Deuco, siendo renombrada mediante decreto del .9 de febrero de 1945.